# Pontedeume
Pontedeume (španělsky Puentedeume) je město ve Španělsku, v provincii A Coruña v Galicii. Žije zde zhruba 7 500 obyvatel. Město leží na řece Eume, která mu dala jméno a která ho odděluje od obce Cabanas. U Pontedeume se řeka Eume vlévá do Atlantského oceánu, konkrétně do zálivu ría de Ares.
Je to turistický rezort ležící na anglické trase svatojakubské cesty do Santiago de Compostela. V těsné blízkosti Pontedeume leží přírodní park Fragas do Eume, kde se nachází jeden z nejlépe zachovalých atlantických deštných lesů mírného pásu.

## Historie
Město založil na zelené louce Alfons X. Kastilský v roce 1270. Stejně jako v sousedním Betanzos je historie města je spjata se šlechtickým rodem Andradů, kteří Pontedeume ovládali ve středověku i raném novověk, a kteří tu nechali postavit celou řadu budov, z nichž se mnohé dochovaly dodnes.
V druhé polovině 20. století se postupně ze zemědělského městečka začal stávat turistický rezort. Od roku 1971 jsou historické budovy ve městě památkově chráněny.

## Památky
- Torreón de los Andrade (věž Andradů), starobylá věž v centru města
- Kostel sv. Jakuba
- Palác arcibiskupa Rajoye
- Klášter sv. Augustýna
- Kostel Capilla de las Virtudes
- Most přes Eume
- Hrad Andradů (neboli hrad Nogueirosa), středověký hrad, nachází se za městem na území farnosti Nogueirosa

## Územní členění
Město se člení na samotné Pontedeume a 7 dalších farností (parroquias), kterými jsou:
- Andrade
- Boebre
- Breamo
- Centroña
- Ombre
- Nogueirosa
- Vilar

## Galerie

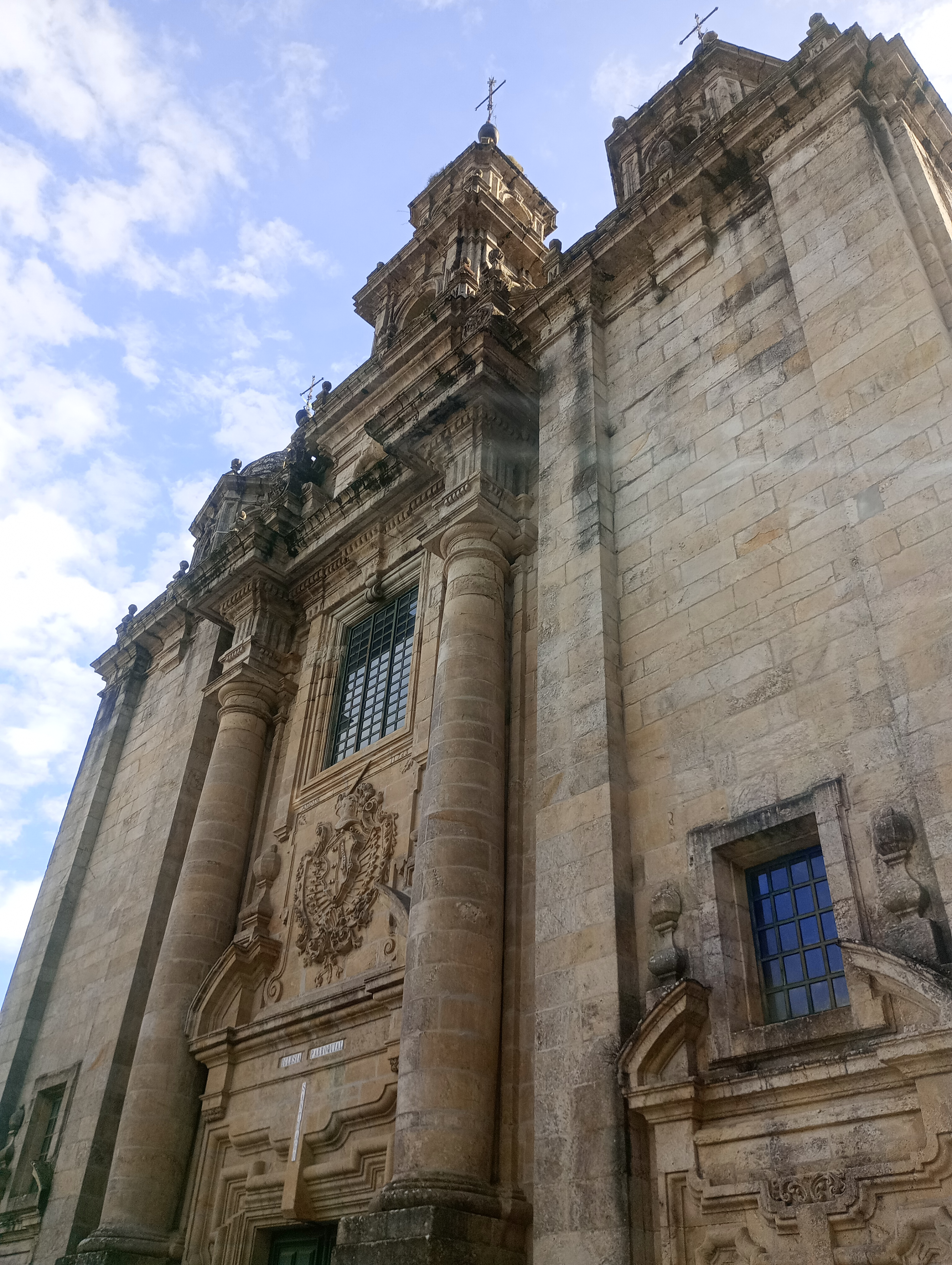
Kostel sv. Jakuba
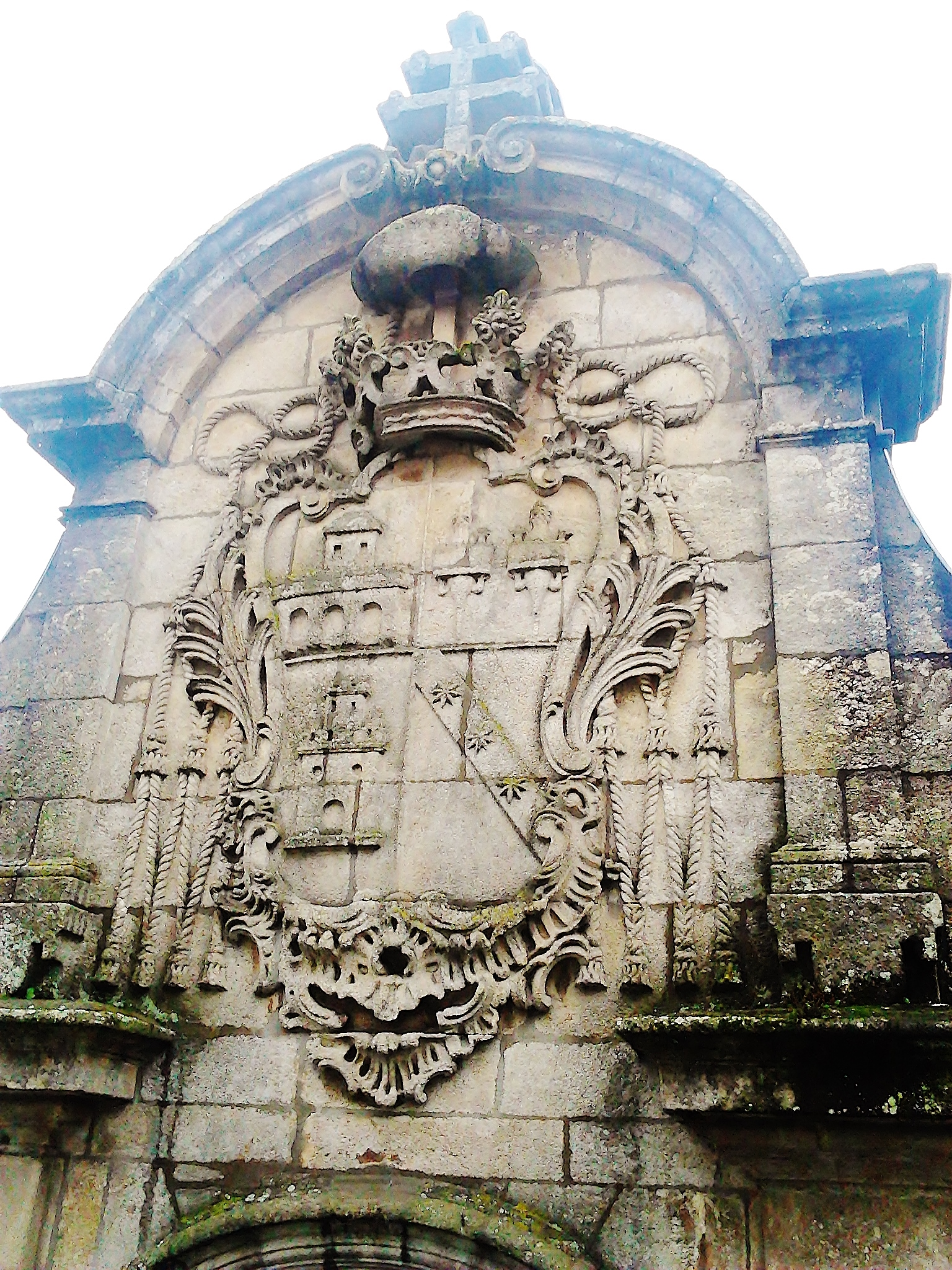
Výzdoba na paláci arcibiskupa Rajoye
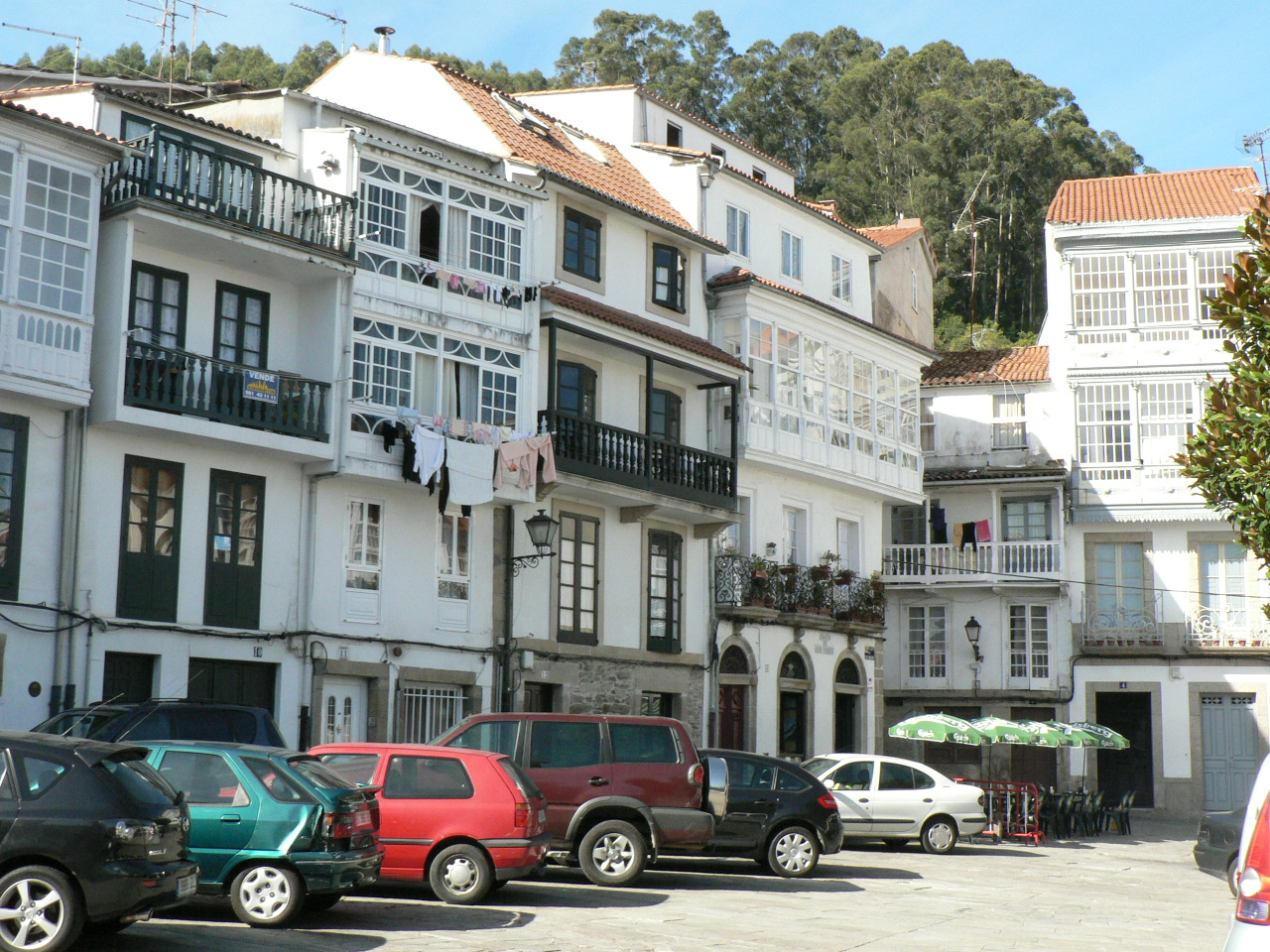
Centrum města
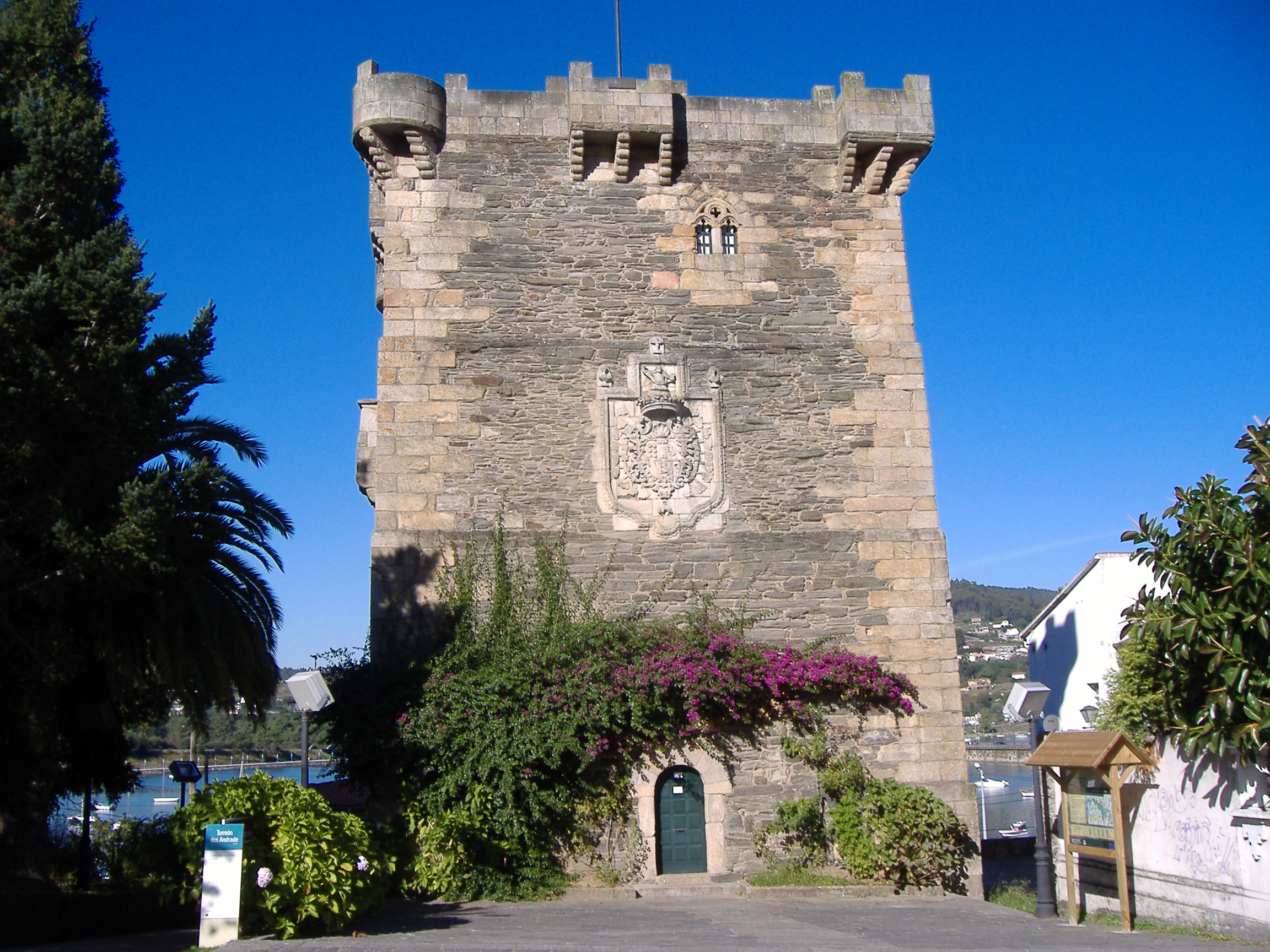
Věž Andradů
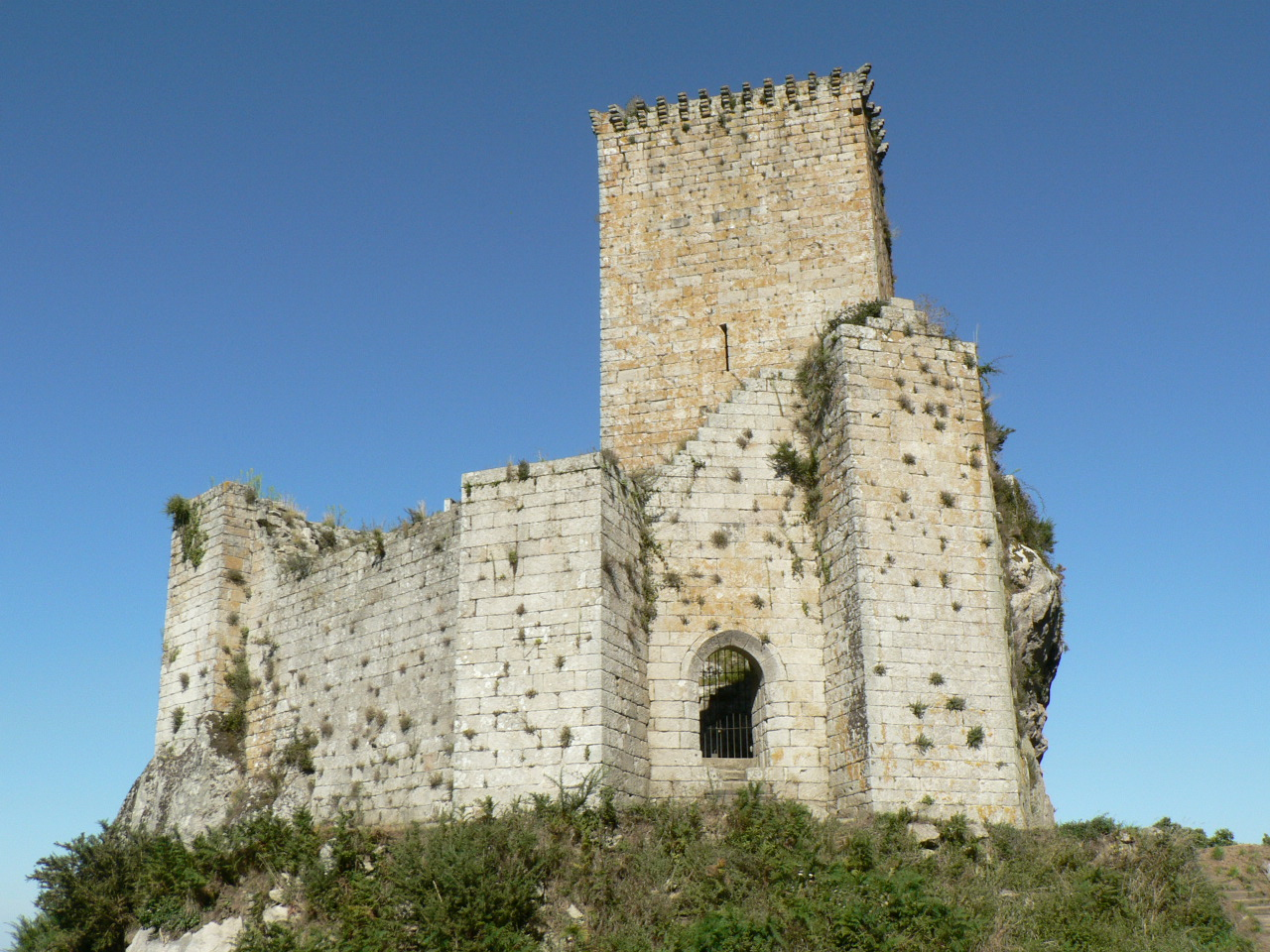
Hrad Andradů